# Affinità elettive
Affinità elettive è un dipinto a olio su tela di René Magritte realizzato nel 1933. Il titolo dell'opera è ispirato all'omonimo romanzo di Goethe.

## Storia
In riferimento alla propria opera, Magritte ha affermato che l'ispirazione per la sua realizzazione è nata una notte in cui, svegliatosi all'improvviso, scambiò un uccellino, che era rinchiuso in una gabbia, per un uovo. L'artista rimase molto colpito dall'affinità tra i due oggetti, la gabbia e l'uovo.